# Mistaken Identity (album de Delta Goodrem)
Pour les articles homonymes, voir Mistaken Identity.
Albums de Delta Goodrem
Innocent Eyes
(2003) Delta
(2007)
Mistaken Identity est le second album de la chanteuse australienne Delta Goodrem sorti en 2004.
Contrairement à Innocent Eyes, le premier album de la chanteuse, Mistaken Identity est un album beaucoup plus sombre et plus riche sur le plan musical. Mais c'est sur le plan de l'écriture que le changement est particulièrement flagrant car les paroles sont le reflet de l'état d'esprit de Delta à l'époque de sa création : en effet, la chanteuse évoque avec beaucoup de sincérité et d'émotions tout ce qu'elle a ressenti au cours de son traitement contre son cancer. Réalisé au cours du mois de novembre 2004, Mistaken Identity obtient la première place du classement australien et génère pas moins de 5 singles : Out of the Blue, Almost Here, Mistaken Identity, A Little Too Late et enfin, l'une des plus belles pistes de la chanteuse à savoir Be Strong.
L'album fut vendu à près de 700 000 exemplaires à travers le monde.
L'édition australienne de Mistaken Identity comprend une piste cachée : Nobody's Listened.

## International edition
| No  | Titre                                    | Durée |
| --- | ---------------------------------------- | ----- |
| 1.  | Out of the Blue                          | 4:25  |
| 2.  | The Analyst                              | 3:36  |
| 3.  | Mistaken Identity                        | 4:01  |
| 4.  | Sanctuary                                | 3:50  |
| 5.  | A Little Too Late                        | 3:30  |
| 6.  | Be Strong                                | 4:03  |
| 7.  | Last Night on Earth                      | 4:10  |
| 8.  | Almost Here (en duo avec Brian McFadden) | 3:48  |
| 9.  | Miscommunication                         | 3:37  |
| 10. | Electric Storm                           | 4:12  |
| 11. | Extraordinary Day                        | 4:16  |
| 12. | Fragile                                  | 3:39  |
| 13. | Disoriented (titre bonus)                | 4:16  |
| 14. | You Are My Rock (titre bonus)            | 3:20  |

## Certifications
| Pays                     | Certification | Vendu    |
| ------------------------ | ------------- | -------- |
| Australie (ARIA)         | 5 × Platine   | 350 000+ |
| Nouvelle-Zélande (RIANZ) | Platine       | 15 000+  |
| Royaume-Uni (BPI)        | Or            | 100 000+ |